# Tour de Guangxi femení
El Tour de Guangxi femení és cursa ciclista femenina d'un dia que es disputa a la província de Guangxi (Xina). La cursa es crea al 2017 i coincideix amb l'última etapa de la seva homònima masculina.

## Palmarès
| Any  | Vencedora                | Segona          | Tercera       |         |
| ---- | ------------------------ | --------------- | ------------- | ------- |
| 2017 | Maria Vittoria Sperotto  | Amy Cure        | Lucy Garner   |         |
| 2018 | Arlenis Sierra Cañadilla | Hannah Barnes   | Sara Mustonen |         |
| 2019 | Chloe Hosking            | Alison Jackson  | Marianne Vos  |         |
| 2020 | suspesa                  | suspesa         | suspesa       | suspesa |
| 2021 | suspesa                  | suspesa         | suspesa       | suspesa |
| 2022 | suspesa                  | suspesa         | suspesa       | suspesa |
| 2023 | Daria Pikulik            | Chiara Consonni | Mia Griffin   |         |
| 2024 | Sandra Alonso Domínguez  | Giada Borghesi  | Marta Lach    |         |
| 2025 |                          |                 |               |         |